# Карл (герцог Шлезвіг-Гольштейн-Зондербург-Глюксбурзький)
Герцог Карл Шлезвіг-Гольштейн-Зондербург-Глюксбурзький (нім. Herzog Karl von Schleswig-Holstein-Sonderburg-Glücksburg), ( 30 вересня 1813 — 24 жовтня 1878) — герцог Шлезвіг-Гольштейн-Зондербург-Глюксбурзький у 1831—1878 роках, найстарший син засновника молодшої лінії династії Глюксбургів Фрідріха Вільгельма і принцеси Гессен-Кассельської Луїзи Кароліни, старший брат короля Данії Крістіана IX.

## Біографія
Карл народився 30 вересня 1813 року в Готторпському замку. Він був найстаршим сином і третьою дитиною в родині принца Шлезвіг-Гольштейн-Зондербург-Бекського Фрідріха Вільгельма та його дружини Луїзи Кароліни Гессен-Кассельської. Хлопчик мав двох старших сестер: Луїзу Марію та Фредеріку.
1816 року його батько став герцогом Шлезвіг-Гольштейн-Зондербург-Бекським, а 1825 — змінив титул на герцога Шлезвіг-Гольштейн-Зондербург-Глюксбурзького.
На початку 1831 Карл поступив на військову службу, ставши штабс-капітаном ольденбурзького піхотного полку. Три тижні по тому помер Фрідріх Вільгельм, передавши синові титул герцога.

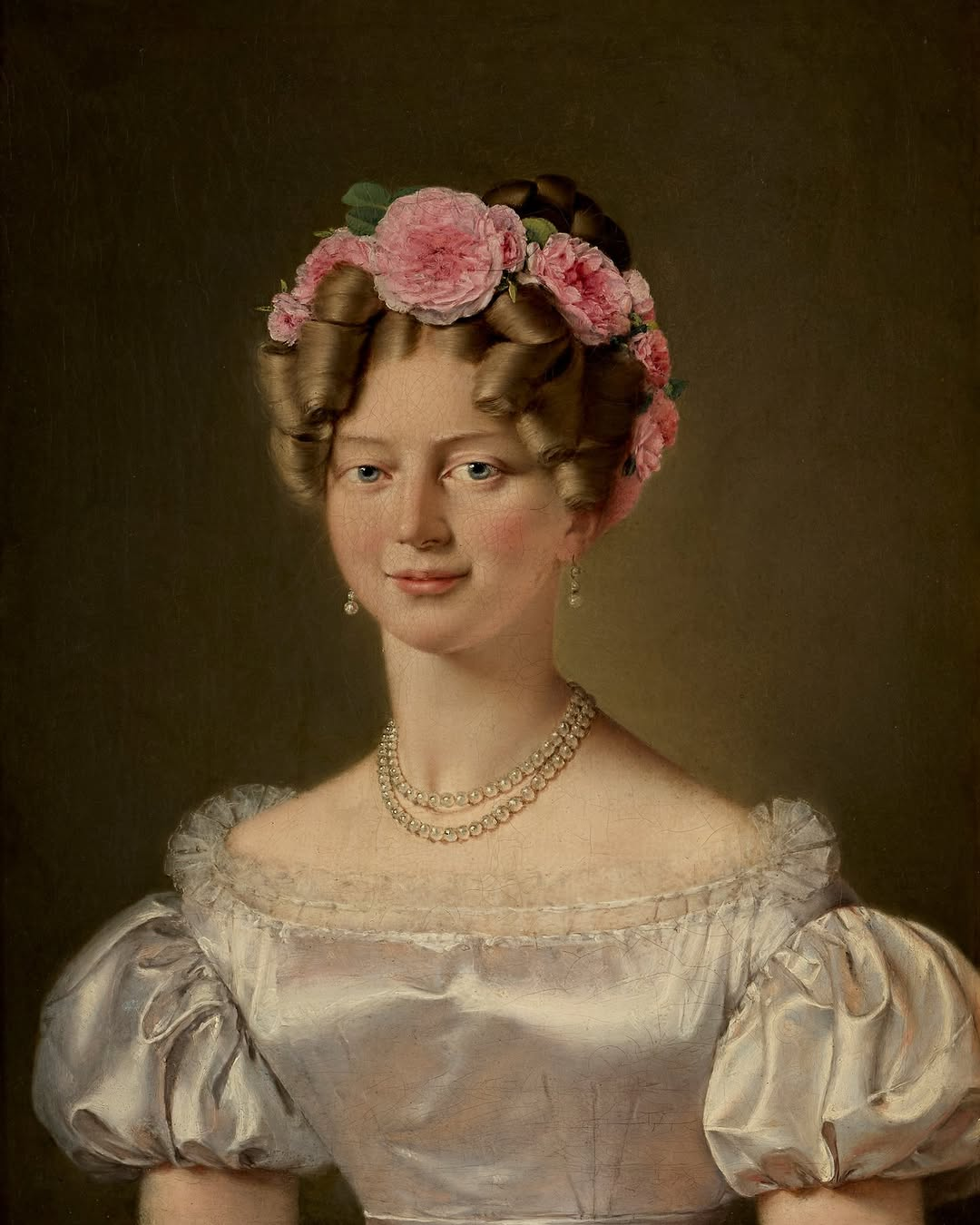
Вільгельміна Марія Данська

У віці 24 років принц пошлюбився зі своєю кузиною Вільгельміною Марією, донькою короля Данії Фредеріка VI. Весілля відбулося 19 травня 1838 в палаці Амалієнборг. Нареченій було 30 років, і для неї це був другий шлюб. З першим чоловіком, Фредеріком Данським, вона розлучилася через його гулящість. За два дні до церемонії Карла нагороджено вищою данською нагородою — орденом Слона. Король подарував молодятам Кільський замок як резиденцію. Союз Карла і Вільгельміни Марії виявився щасливим, але бездітним.
1839 року герцог був призначений шефом лауенбурзького мисливського корпусу. У 1846 він подав у відставку з данської армії. У січні 1848, відразу після сходження на престол, новий король Данії Фредерік VII надав йому чин генерал-майора.
Коли 1848 року спалахнуло повстання, з якого почалася Перша шлезвізька війна, герцогське подружжя було в Кілі. Карл як бригадний командир виступив на боці герцогств проти Данії, що призвело до розриву відносин з тамтешніми родичами. Восени пара переїхала до Дрездена, де жила до примирення з данськими родичами в 1852 році.
У той самий час у герцога був позашлюбний зв'язок, що призвів до народження двох дітей, народилися в Парижі. Улітку подружжя жило в Луїзенлунді, зиму проводило в Кільському замку. 1854 року Карл поступився Глюксбурзькою фортецею королю Фредеріку VII, натомість, 1855 року придбавши маєток Ґрюнгольц на півночі Шлезвігу,де розмістив свою резидецію після від'їзду з Глюксбурга.
Під час Другої війни за Шлезвіг, 1864 року Карл залишив країну й повернувся до Луїзенлунда наступного року. В Кілі він більше не мешкав.
Зиму 1871 року герцогська пара провела в Глюксбурзькому замку. Рік перед тим прусський уряд його повернув Карлові після тривалих переговорів.
24 жовтня 1878 Карл пішов із життя у віці 65 років. Був похований на новому цвинтарі Глюксбурга, де вже спочивав його молодший брат Миколай.

## Родина
Дружина — Вільгельміна Марія Данська
Діти:
- Емануель фон Робендорфф (1851—1927) — був одружений з Георгіною Тіртґертен-Драммонд, мав сина, що загинув на Першій світовій війні;
- Марія-Кароліна фон Робендорфф (1854—?) — дружина Оуена Льюїса.

## Нагороди
- Великий хрест ордену Данеброг (Данія) (28 жовтня 1836);
- Орден Слона (Данія) (17 травня 1838);
- Великий хрест ордену Святої Анни (Російська імперія);
- Великий хрест Родинного ордену Золотого Лева (Гессен-Кассель)
- Великий хрест Родинного ордену Альбрехта Ведмедя (Ангальт).